# Arenaria spathulifolia
Arenaria spathulifolia är en nejlikväxtart som beskrevs av Cheng Yih Wu och Li Hua Zhou. Arenaria spathulifolia ingår i släktet narvar, och familjen nejlikväxter. Inga underarter finns listade i Catalogue of Life.